# John Richard Green
John Richard Green (12 décembre 1837 - 7 mars 1883) est un historien britannique.

## Jeunesse
Green est né le 12 décembre 1837,  fils d'un commerçant d'Oxford, où il fait ses études, d'abord à la Magdalen College School, puis au Jesus College d'Oxford  où il est commémoré par la JR Green Society, qui se réunit plusieurs fois par trimestre et est animée par des étudiants du premier cycle. Il grandit dans une famille de Haute Église Tory et se rebelle dès 1850, étant "temporairement banni de la maison de son oncle pour avoir ridiculisé le tumulte sur l'agression papale" .

## Carrière
Il entre dans l'église, étant ordonné diaconat en 1860,  et occupe diverses cures à Londres, sous une tension constante causée par une santé délicate . Toujours passionné d'histoire, le peu de temps libre dont il dispose est consacré à la recherche .
En 1869, il abandonne finalement son poste d'ecclésiastique et est nommé bibliothécaire à Lambeth . Il prépare des plans pour divers travaux historiques, notamment une Histoire de l'Église anglaise telle qu'elle est exposée dans une série de Vies des archevêques de Cantorbéry, et, ce qu'il propose comme son magnum opus, une histoire de l'Angleterre sous les rois Angevins . Après avoir souffert d'une santé défaillante, il abandonne ces projets et concentre plutôt ses énergies sur la préparation de son A Short History of the English People, paru en 1874, et lui donne immédiatement une place assurée au premier rang des écrivains historiques .
Abandonnant son histoire proposée des Angevins, il se limite à l'expansion de sa courte histoire dans une histoire du peuple anglais en quatre volumes (1878-1880) et de l'écriture The Making of England, dont un volume seulement, qui remonte jusqu'à 828, est paru quand il meurt à Mentone en mars 1883 . Après sa mort La Conquête de l'Angleterre paraît . The Short History, qui en 1915 est republié dans le cadre de la Everyman Library, s'est vendu à 235 000 exemplaires rien qu'en Angleterre .

## Vie privée
En 1877, il épouse Alice Stopford. Au cours des années 1870, Green souffre de problèmes pulmonaires. Sa femme l'aide dans la réalisation et l'achèvement de son travail alors que sa santé décline pendant ses quelques années restantes . Il est mort le 7 mars 1883 .
Sir Leslie Stephen édite un volume de la correspondance de Green, qui est publié en 1901.

## Travaux
- (1874) Une brève histoire du peuple anglais
- (1879) Littérature anglaise (éditeur)
- (1879) Lectures de l'histoire anglaise (éditeur) [7]
- (1880) Une histoire du peuple anglais
- (1881) La fabrication de l'Angleterre [8]
- (1883) La conquête de l'Angleterre [8]